# TT290
TT290 (Theban Tomb 290) è la sigla che identifica una delle Tombe dei Nobili ubicate nell'area della cosiddetta Necropoli Tebana, sulla sponda occidentale del Nilo dinanzi alla città di Luxor, in Egitto. Destinata a sepolture di nobili e funzionari connessi alle case regnanti, specie del Nuovo Regno, l'area venne sfruttata, come necropoli, fin dall'Antico Regno e, successivamente, sino al periodo Saitico (con la XXVI dinastia) e Tolemaico.

## Titolare
TT290 era la tomba di:
| Titolare | Titolo                       | Necropoli      | Dinastia/Periodo  | Note |
| -------- | ---------------------------- | -------------- | ----------------- | ---- |
| Irinufer | Servo nel Luogo della Verità | Deir el-Medina | Periodo ramesside |      |

## Biografia
Sywazit, Comandante della barca di Amon, fu suo padre; Tausert sua madre. Mehytkhaty fu sua moglie; probabilmente Sywazit, come il nonno, fu il nome di un figlio, mentre un altro si chiamava verosimilmente come il padre, Irinufer.

## La tomba
L'ingresso a TT290 si apre in un cortile da cui si accede anche alla TT291. Un breve corridoio, sulle cui pareti (1 rosso in planimetria) sono riportate immagini rispettivamente del defunto (a sinistra) e del defunto e della moglie (a destra), immette in una sala rettangolare della cappella. Su uno dei lati corti (2 rosso) una stele  recante, su tre registri sovrapposti, il faraone Amenhotep I e la regina Ahmose Nefertari, seduti, di fronte agli dei Osiride e Anubi; il defunto e la moglie, con uno dei figli (di cui non è riportato il nome) che accettano cibi e libagioni; parenti che recano offerte e libagioni al defunto e alla moglie. Su altra parete un graffito in ieratico (3) dello scriba Butehamun, della XXI dinastia. Sul fondo una sala più interna (4) reca sugli architravi i resti inferiori di una scena rappresentante il defunto e la moglie dinanzi a due divinità. Sul muro di sinistra tracce di scena con il defunto e la moglie inginocchiati; resti di scena del defunto e alcuni parenti dinanzi, forse, ad Harsiesi e Iside. Sul muro di fondo una stele, non ultimata, con due registri; in alto Ptah e Osiride, entrambi assisi, dinanzi ai quali sono inginocchiati il defunto e un altro uomo. Il testo che circonda la stele reca il nome di tale Wennekhu.
La camera funeraria, sotterranea, presenta un corridoio (5 rosso), sulle cui pareti sono riportati i titoli del defunto nonché parenti recanti offerte e il dio Anubi in forma di sciacallo. Sono inoltre riportati brani del Libro dei morti, mentre sull'architrave si trova la dea Nut alata, inginocchiata. La camera funeraria è rettangolare; sulle pareti, su due registri (6) il defunto e la moglie adorano un vitello rappresentato tra due alberi sotto il disco solare; il defunto su una barca con un figlio in presenza dell'uccello Benu. Poco oltre (7) i genitori in adorazione e il defunto inginocchiato offre l'immagine di Maat a Ptah e il dio Anubi che si prende cura della mummia del defunto. Su altre pareti (9-10-11) in alto (10) il defunto, la moglie e il figlio adorano il dio Sobek; un serpente (?) e il dio Khepri siedono dinanzi a una tavola imbandita; trentasei divinità del mondo ultraterreno. Al di sotto del fregio (10) due scene (9-11) con testi tratti dal Libro delle Porte con il defunto che adora Osiride e due guardiani che sorvegliano le porte dell'aldilà; il defunto adora un padiglione sotto cui si svolge la Confessione negativa cui presenzia il dio Thot in veste di babbuino, rappresentato ad entrambe le estremità della scena, mentre gli dei Shu e Maat assistono seduti sulla sinistra. Segue (12) scena del defunto che adora un falco posato su un pilone templare e lo stesso defunto presentato a Osiride dal dio Anubi. La camera presenta soffitto a volta su cui sono rappresentate tre scene: il defunto inginocchiato dinanzi a una palma che beve da una fonte; il defunto e un figlio adorano Ptah in presenza di un ba, nonché l'ombra del defunto dinanzi alla tomba.
Nella tomba vennero rinvenuti:
- tavola delle offerte del defunto;
- frammenti di una parete recante i figli Sywazit e Irinufer inginocchiati;
- frammenti di un rilievo, probabilmente dalla sala più interna (4) con Amenmosi, Servo nel Luogo della Verità;
- frammenti di una stele (?);
- frammenti di una stele, probabilmente provenienti dal cortile, recanti due figli, rappresentati come preti, e due donne;
- frammenti di un sarcofago con rappresentazione di prefiche[5].

### Annotazioni
1. ↑  La numerazione dei locali e delle pareti segue quella di Porter e Moss 1927, p. 370. La numerazione della TT290 è riportata in rosso.
2. ↑  La prima numerazione delle tombe, dalla numero 1 alla 252, risale al 1913 con l'edizione del "Topographical Catalogue of the Private Tombs of Thebes" di Alan Gardiner e Arthur Weigall. Le tombe erano numerate in ordine di scoperta e non geografico; ugualmente in ordine cronologico di scoperta sono le tombe dalla 253 in poi.
3. ↑  I campi della Duat, ovvero l'aldilà egizio, si trovavano, secondo le credenze, proprio sulla riva occidentale del grande fiume.
4. ↑  Nella sua epoca di utilizzo, l'area era nota come "Quella di fronte al suo Signore" (con riferimento alla riva orientale, dove si trovavano le strutture dei Palazzi di residenza dei re e i templi dei principali dei) o, più semplicemente, "Occidente di Tebe".
5. ↑  le Tombe dei Nobili, benché raggruppate in un'unica area, sono di fatto distribuite su più necropoli distinte.
6. ↑  Le note, sovente di inquadramento topografico della tomba, sono tratte, fino alla TT252, dal "Topographical Catalogue" di Gardiner e Weigall, ed. 1913 e fanno perciò riferimento alla situazione dell'epoca.
7. ↑  Oggi al Museo del Louvre di Parigi (cat. E 12964).

### Fonti
1. ↑  Gardiner e Weigall 1913.
2. ↑  Donadoni 1999,  p. 115.
3. ↑  Porter e Moss 1927, p. 372.
4. ↑  Porter e Moss 1927,  p. 372.
5. ↑  Porter e Moss 1927,  pp. 372-373.